# Élections sénatoriales de 1998 dans la Côte-d'Or
Les élections sénatoriales en Côte-d'Or ont eu lieu le dimanche 27 septembre 1998. 
Elles ont eu pour but d'élire les sénateurs représentant le département au Sénat pour un mandat de neuf années.

## Contexte départemental
Lors des élections sénatoriales du 24 septembre 1989 en Côte-d'Or, deux sénateurs UDF-PR et un RPR ont été élus, Henri Revol, Bernard Barbier et Maurice Lombard.
Bernard Barbier est mort début 1998. Louis Grillot (DL) est élu lors de la partielle qui a suivi.
Depuis, tous les effectifs du collège électoral des grands électeurs ont été renouvelés, avec les élections législatives françaises de 1997, les élections régionales françaises de 1998, les élections cantonales de 1994 et 1998 et les élections municipales françaises de 1995.

## Sénateurs sortants
| Sénateur | Sénateur        | Parti | Fonctions lors de l'élection en 1998             |
| -------- | --------------- | ----- | ------------------------------------------------ |
|          | Henri Revol     | DL    | Conseiller général, maire de Messigny-et-Vantoux |
|          | Louis Grillot   | DL    | Conseiller général, maire de Censerey            |
|          | Maurice Lombard | RPR   | Adjoint au maire de Dijon                        |

## Présentation des candidats
Les nouveaux représentants sont élus pour une législature de 9 ans au suffrage universel indirect par les 1528 grands électeurs du département. 
En Côte-d'Or, les sénateurs sont élus au scrutin majoritaire à deux tours.
| Candidats | Candidats                      | Parti | Principale fonction                                     |
| --------- | ------------------------------ | ----- | ------------------------------------------------------- |
|           | Alain Bardot                   | PCF   | Maire de Magny-Saint-Médard                             |
|           | Jacques Garcia                 | PCF   | Conseiller municipal de Montbard                        |
|           | Isabelle Gratpin               | PCF   | Adjointe au maire de Chenôve                            |
|           | Michel Pauset                  | MDC   | Maire de Segrois                                        |
|           | Yvette Rousseau                | MDC   | Maire de Collonges-lès-Premières                        |
|           | Philippe Schmitt               | MDC   | Adjoint au maire de Chenôve                             |
|           | Jean-Jacques Bernard           | Verts |                                                         |
|           | Bruno Diano                    | Verts | Maire de Crépand                                        |
|           | Jean-Patrick Masson            | Verts |                                                         |
|           | Jean-Claude Robert             | PS    | Conseiller général, maire de Gevrey-Chambertin          |
|           | Daniel Freitag                 | PS    | Conseiller général, maire d'Esbarres                    |
|           | Robert Grimpret                | PRG   | Conseiller général, maire de Moutiers-Saint-Jean        |
|           | Louis Grillot                  | DL    | Sénateur sortant, conseiller général, maire de Censerey |
|           | Henri Revol                    | DL    | Sénateur sortant, maire de Messigny-et-Vantoux          |
|           | Louis de Froissard de Broissia | RPR   | Député, président du conseil général                    |
|           | Henri Julien                   | RPR   | Conseiller général, maire de Minot                      |
|           | Lucien Brenot                  | CNIP  | Maire de Chevigny-Saint-Sauveur                         |
|           | Pierre Jaboulet-Vercherre      | FN    | Conseiller régional, conseiller municipal de Beaune     |

## Résultats
| Candidat et parti politique | Candidat et parti politique | Candidat et parti politique | Premier tour | Premier tour | Second tour | Second tour |
| Candidat et parti politique | Candidat et parti politique | Candidat et parti politique | Voix         | %            | Voix        | %           |
| --------------------------- | --------------------------- | --------------------------- | ------------ | ------------ | ----------- | ----------- |
|                             | Henri Revol                 | DL                          | 688          | 45,71        | 687         | 46,29       |
|                             | Louis Grillot               | DL                          | 640          | 42,52        | 680         | 45,82       |
|                             | Louis de Broissia           | RPR                         | 628          | 41,73        | 625         | 42,12       |
|                             | Henri Julien                | RPR                         | 518          | 34,42        | 578         | 38,95       |
|                             | Jean-Claude Robert          | PS                          | 370          | 24,58        | 447         | 30,12       |
|                             | Daniel Freitag              | PS                          | 329          | 21,86        | 408         | 27,49       |
|                             | Robert Grimpret             | PRG                         | 329          | 21,86        | 397         | 26,75       |
|                             | Pierre Jaboulet-Vercherre   | FN                          | 124          | 8,24         | 83          | 5,59        |
|                             | Lucien Brenot               | CNIP                        | 106          | 7,04         | Retrait     | Retrait     |
|                             | Michel Pauset               | MDC                         | 58           | 3,85         | Retrait     | Retrait     |
|                             | Yvette Rousseau             | MDC                         | 56           | 3,72         | Retrait     | Retrait     |
|                             | Alain Bardot                | PCF                         | 55           | 3,65         | Retrait     | Retrait     |
|                             | Jacques Garcia              | PCF                         | 49           | 3,26         | Retrait     | Retrait     |
|                             | Isabelle Gratpin            | PCF                         | 47           | 3,12         | Retrait     | Retrait     |
|                             | Philippe Schmitt            | MDC                         | 47           | 3,12         | Retrait     | Retrait     |
|                             | Jean-Jacques Bernard        | Verts                       | 20           | 1,33         | Retrait     | Retrait     |
|                             | Bruno Diano                 | Verts                       | 18           | 1,20         | Retrait     | Retrait     |
|                             | Jean-Patrick Masson         | Verts                       | 13           | 0,86         | Retrait     | Retrait     |
|                             |                             |                             |              |              |             |             |
| Inscrits                    | Inscrits                    | Inscrits                    | 1 528        | 100,00       | 1 528       | 100,00      |
| Abstentions                 | Abstentions                 | Abstentions                 | 12           | 0,79         | 14          | 0,92        |
| Votants                     | Votants                     | Votants                     | 1 516        | 99,21        | 1 514       | 99,08       |
| Blancs et nuls              | Blancs et nuls              | Blancs et nuls              | 11           | 0,73         | 30          | 1,98        |
| Exprimés                    | Exprimés                    | Exprimés                    | 1 505        | 99,27        | 1 484       | 98,02       |